# Agua misteriosa
Agua misteriosa (título original Pape moe, en tahitiano normalizado Pape mo'e) es un cuadro de Paul Gauguin hecho en 1893 durante su primera estancia en Tahití. Se conserva en una colección privada de Zúrich. Se conoce por la referencia núm. 498 del catálogo de Wildenstein. 

## Descripción
Un joven tahitiano con pareo bebe de una fuente que surge de la roca rodeado de una vegetación exótica y con formas misteriosas. El cuadro está basado directamente en una fotografía de Charles Georges Spitz (1857-1894) que había hecho diez años atrás en una excursión al monte Aorai. Spitz era un fotógrafo profesional establecido en Papeete que había colaborado en preparar el pabellón tahitiano en la Exposición Universal de París de 1889. Gauguin, aislado en Tahití de los pintores europeos, mantuvo relación con los fotógrafos de la isla.

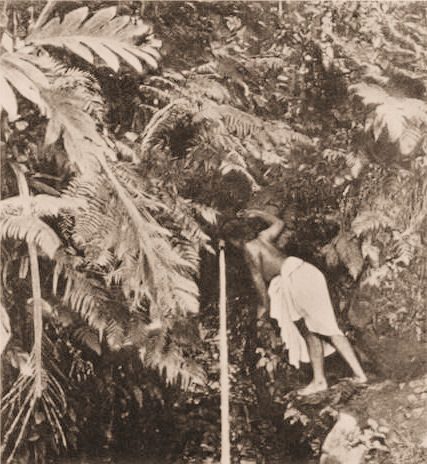
Fotografía de Charles Spitz, 1863, colección privada.

Tahití es una isla montañosa que culmina a una altitud de 2.241 m con una pendiente importante. La población vive en la franja litoral y el interior es frondoso e impenetrable, y un lugar propicio para los misterios y las leyendas. Gauguin describe en Noa Noa una excursión a la montaña:

Entre dos montañas que no se pueden escalar, dos altas murallas de basalto, se hunde una fisura por donde serpentea el agua a través de las rocas que desprende. La fuente se convierte en arroyo y más tarde torrente empujando los guijarros hasta el mar. Junto al arroyo había un intento de camino entre un amasijo de árboles y helechos monstruosos, toda una vegetación loca, que se vuelve salvaje sin parar y se hace cada vez más inextricable.

Gauguin, que en esta excursión iba acompañado de un joven tahitiano, reconoce que tuvo impulsos de deseo homosexual. Sigue explicando que «ellas tienen un no sé qué de viril, y ellos un no sé qué de femenino», aunque antes había escrito a su mujer que «aquellos a quienes gusten los hombres atractivos encontrarán aquí en abundancia».
Gauguin a menudo pintaba seres andróginos de sexo indefinido. En la cultura tradicional tahitiana se llamaban mahu. Sin ser necesariamente homosexuales, los mahu tenían cualidades tanto masculinas como femeninas, eran aceptados por la sociedad y tenían su papel como guardianes de las tradiciones y como actores en representaciones y bailes.

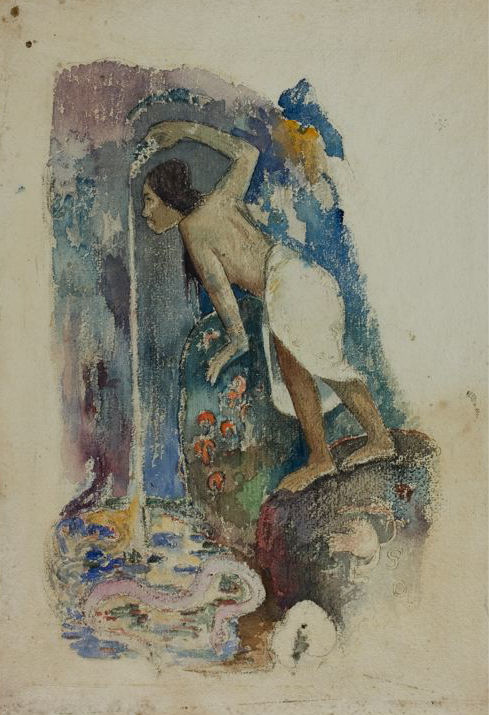
Acuarela.

Pero en referencia al cuadro, Gauguin explica un cuento sustituyendo el joven mahu por una ninfa:

...una chica desnuda estaba bebiendo de una fuente que brotaba de muy arriba, y cuando descubre que Gauguin la estaba observando se zambulló en el agua transformándose en una anguila.

Gauguin incorpora la idea de la transformación  animista en los detalles de la vegetación del cuadro. La figura que está bebiendo se encuentra con la mirada de una figura de pez que parece un embrión humano disimulado entre la roca.
Existe una versión en acuarela del 1893 se encuentra en el Art Institute de Chicago